# Slovenski Javornik
Slovenski Javornik je naselje u slovenskoj Općini Jesenicama. Slovenski Javornik se nalazi u pokrajini Gorenjskoj i statističkoj regiji Gorenjskoj. 

## Stanovništvo
Prema popisu stanovništva iz 2002. godine naselje je imalo 1,907 stanovnika.